# Mistrovství Evropy v judu 2016 – ženy – polostřední váha (-63 kg)
Zápasy v judu na mistrovství Evropy v kategorii polostředních vah žen proběhly v Kazani, 22. dubna 2016.

## Finále
| finále                    |                   |
| ------------------------- | ----------------- |
| Tina Trstenjaková         | Tina Trstenjaková |
| Kathrin Unterwurzacherová | Tina Trstenjaková |

## Opravy / O bronz
Poražení čtvrtfinalisté se utkávají mezi sebou v opravách. Vítězové oprav následně vyzvou poražené semifinalisty v boji o bronzovou medaili.
| opravy               | o bronz              |                      |
| -------------------- | -------------------- | -------------------- |
| Juul Franssenová     | Anicka Van Emdenová  | Anicka Van Emdenová  |
| Anicka Van Emdenová  | Anicka Van Emdenová  | Anicka Van Emdenová  |
|                      | Jarden Gerbiová      | Anicka Van Emdenová  |
| Jekatěrina Valkovová | Jekatěrina Valkovová | Jekatěrina Valkovová |
| Isabel Pucheová      | Jekatěrina Valkovová | Jekatěrina Valkovová |
|                      | Edwige Gwendová      | Jekatěrina Valkovová |

## Pavouk
|   | 1/32                 | 1/16                      | čtvrtfinále               | semifinále                | finále                    |
| - | -------------------- | ------------------------- | ------------------------- | ------------------------- | ------------------------- |
| A | volný los            | Tina Trstenjaková         | Tina Trstenjaková         | Tina Trstenjaková         | Tina Trstenjaková         |
| A | volný los            | Tina Trstenjaková         | Tina Trstenjaková         | Tina Trstenjaková         | Tina Trstenjaková         |
| A | Franciska Szabóová   | Franciska Szabóová        | Tina Trstenjaková         | Tina Trstenjaková         | Tina Trstenjaková         |
| A | Cristina Cabanaová   | Franciska Szabóová        | Tina Trstenjaková         | Tina Trstenjaková         | Tina Trstenjaková         |
| A | Juul Franssenová     | Juul Franssenová          | Juul Franssenová          | Tina Trstenjaková         | Tina Trstenjaková         |
| A | Marijana Miškovićová | Juul Franssenová          | Juul Franssenová          | Tina Trstenjaková         | Tina Trstenjaková         |
| A | Büşra Katipoglu      | Büşra Katipoglu           | Juul Franssenová          | Tina Trstenjaková         | Tina Trstenjaková         |
| A | Pari Surakatovová    | Büşra Katipoglu           | Juul Franssenová          | Tina Trstenjaková         | Tina Trstenjaková         |
| B | volný los            | Anicka Van Emdenová       | Anicka Van Emdenová       | Edwige Gwendová           | Tina Trstenjaková         |
| B | volný los            | Anicka Van Emdenová       | Anicka Van Emdenová       | Edwige Gwendová           | Tina Trstenjaková         |
| B | Amy Liveseyová       | Amy Liveseyová            | Anicka Van Emdenová       | Edwige Gwendová           | Tina Trstenjaková         |
| B | Hilde Drexlerová     | Amy Liveseyová            | Anicka Van Emdenová       | Edwige Gwendová           | Tina Trstenjaková         |
| B | Edwige Gwendová      | Edwige Gwendová           | Edwige Gwendová           | Edwige Gwendová           | Tina Trstenjaková         |
| B | Agata Ozdobová       | Edwige Gwendová           | Edwige Gwendová           | Edwige Gwendová           | Tina Trstenjaková         |
| B | Laura Sallesová      | Mia Hermanssonová         | Edwige Gwendová           | Edwige Gwendová           | Tina Trstenjaková         |
| B | Mia Hermanssonová    | Mia Hermanssonová         | Edwige Gwendová           | Edwige Gwendová           | Tina Trstenjaková         |
| C | volný los            | Kathrin Unterwurzacherová | Kathrin Unterwurzacherová | Kathrin Unterwurzacherová | Kathrin Unterwurzacherová |
| C | volný los            | Kathrin Unterwurzacherová | Kathrin Unterwurzacherová | Kathrin Unterwurzacherová | Kathrin Unterwurzacherová |
| C | Karolina Tałachová   | Daniela Kazanojová        | Kathrin Unterwurzacherová | Kathrin Unterwurzacherová | Kathrin Unterwurzacherová |
| C | Daniela Kazanojová   | Daniela Kazanojová        | Kathrin Unterwurzacherová | Kathrin Unterwurzacherová | Kathrin Unterwurzacherová |
| C | Jekatěrina Valkovová | Jekatěrina Valkovová      | Jekatěrina Valkovová      | Kathrin Unterwurzacherová | Kathrin Unterwurzacherová |
| C | Ana Cacholaová       | Jekatěrina Valkovová      | Jekatěrina Valkovová      | Kathrin Unterwurzacherová | Kathrin Unterwurzacherová |
| C | Sarah Loková         | Sarah Loková              | Jekatěrina Valkovová      | Kathrin Unterwurzacherová | Kathrin Unterwurzacherová |
| C | Andreja Đakovićová   | Sarah Loková              | Jekatěrina Valkovová      | Kathrin Unterwurzacherová | Kathrin Unterwurzacherová |
| D | volný los            | Jarden Gerbiová           | Jarden Gerbiová           | Jarden Gerbiová           | Kathrin Unterwurzacherová |
| D | volný los            | Jarden Gerbiová           | Jarden Gerbiová           | Jarden Gerbiová           | Kathrin Unterwurzacherová |
| D | Anna Bernholmová     | Adelina Dobreová          | Jarden Gerbiová           | Jarden Gerbiová           | Kathrin Unterwurzacherová |
| D | Adelina Dobreová     | Adelina Dobreová          | Jarden Gerbiová           | Jarden Gerbiová           | Kathrin Unterwurzacherová |
| D | Elis Šlezingrová     | Elis Šlezingrová          | Isabel Pucheová           | Jarden Gerbiová           | Kathrin Unterwurzacherová |
| D | Nina Miloševićová    | Elis Šlezingrová          | Isabel Pucheová           | Jarden Gerbiová           | Kathrin Unterwurzacherová |
| D | Isabel Pucheová      | Isabel Pucheová           | Isabel Pucheová           | Jarden Gerbiová           | Kathrin Unterwurzacherová |
| D | Ivana Komlóšiová     | Isabel Pucheová           | Isabel Pucheová           | Jarden Gerbiová           | Kathrin Unterwurzacherová |